# Gerschede
Essen-Gerschede (auf Borbecker Platt Gasche genannt) ist ein nordwestlicher Stadtteil der Stadt Essen, in dem überwiegend Wohnbebauung mit Grünanlagen dominieren. Zugleich bildet er im Stadtbezirk IV den kleinsten Stadtteil.

## Geschichte
Die Namensherkunft Gerschede wird aus der Schreibweise Gerscheide hergeleitet. Diese deutet auf einen ger- oder keilförmigen Scheid hin, wobei der Scheid einen Teil des Markenwaldes bezeichnet, der einer herrschaftlichen Familie vorbehalten war. Das Dorf Gerschede entstand entlang des Bachlaufes Schmalenbecke, die in der heutigen Grünanlage Mayskamp entspringt. 
1406 wurde das Dornrebesgut genannt, das Hannes op der Hovestat gehörte, der es in diesem Jahr einem Beamten der Äbtissin Elisabeth von Nassau verkaufte. Dieses Gut gab dem Donnersberg im benachbarten Dellwig seinen Namen. 
Im Jahr 1668 wurden in Gerschede die ehemaligen Höfe der Familie Gerschermann und des Bauern May erwähnt, die zu den ältesten bekannten Höfen in Gerschede zählen. Der Gerschermann-Hof umfasste zunächst etwa 30 Morgen und wurde 1826 von Johannes-Theodorus Gerschermann auf 64 Morgen erweitert. Im Jahr 1883 übergab er den Hof an Johann-Franz Gerschermann und dessen Ehefrau, die die Bewirtschaftung fortführten. Das Familiengrab der Gerschermanns liegt auf dem katholischen Pfarrfriedhof an der Hülsmannstraße in Essen-Borbeck.
In der ehemaligen Bauerschaft Gerschede erinnern heute andere Gebäude an den dörflichen Charakter, der jahrhundertelang diesen Ort prägte. Da ist das aus dem Jahre 1749 stammende und zum Buckermannshof gehörige Fachwerkhaus, das die ehemaligen Gaststätte Beckermannshof beherbergte und heute Wohnzwecken dient. Der Kerkmannshof aus dem 18. Jahrhundert und sein Gesindewohnhaus, der um 1800 erbaute Schafenkampskotten, auch Zückerhüsken genannt, zeugen ebenfalls davon. An der Ecke Münstermannstraße/Gerscheder Straße steht ein kleines, denkmalgeschütztes Fachwerk-Marienhäuschen aus dem Jahr 1784, genannt Hirtenkapelle. Am Pausmühlenbach lag der Pausmühlenhof der Familie Paus. Die Pausmühle, eine Kornmühle, wurde erst durch den Bach, später mit Gas und ab 1939 elektrisch betrieben. Die Stilllegung erfolgte 1970. Einst führte der Pausmühlenbach, der die Grenze zu Borbeck bildet, durch sumpfiges Gelände und war am Möllhoven zu einem Teich aufgestaut. In einer Talsenke steht, allerdings auf Borbecker Gebiet, die Voßgätters Mühle, auch Aumühle genannt. Die Fürstäbtissinnen des Stiftes Essen ließen hier Korn mahlen, das als Zehnt abzuführen war.
1847 wurde die Strecke der Köln-Mindener Eisenbahn-Gesellschaft gebaut. Dazu kam am 1. Dezember 1872 die Eröffnung der Eisenbahnstrecke zwischen Heißen und Frintrop für den Güterverkehr. Beide Linien zerschnitten das Dorf.

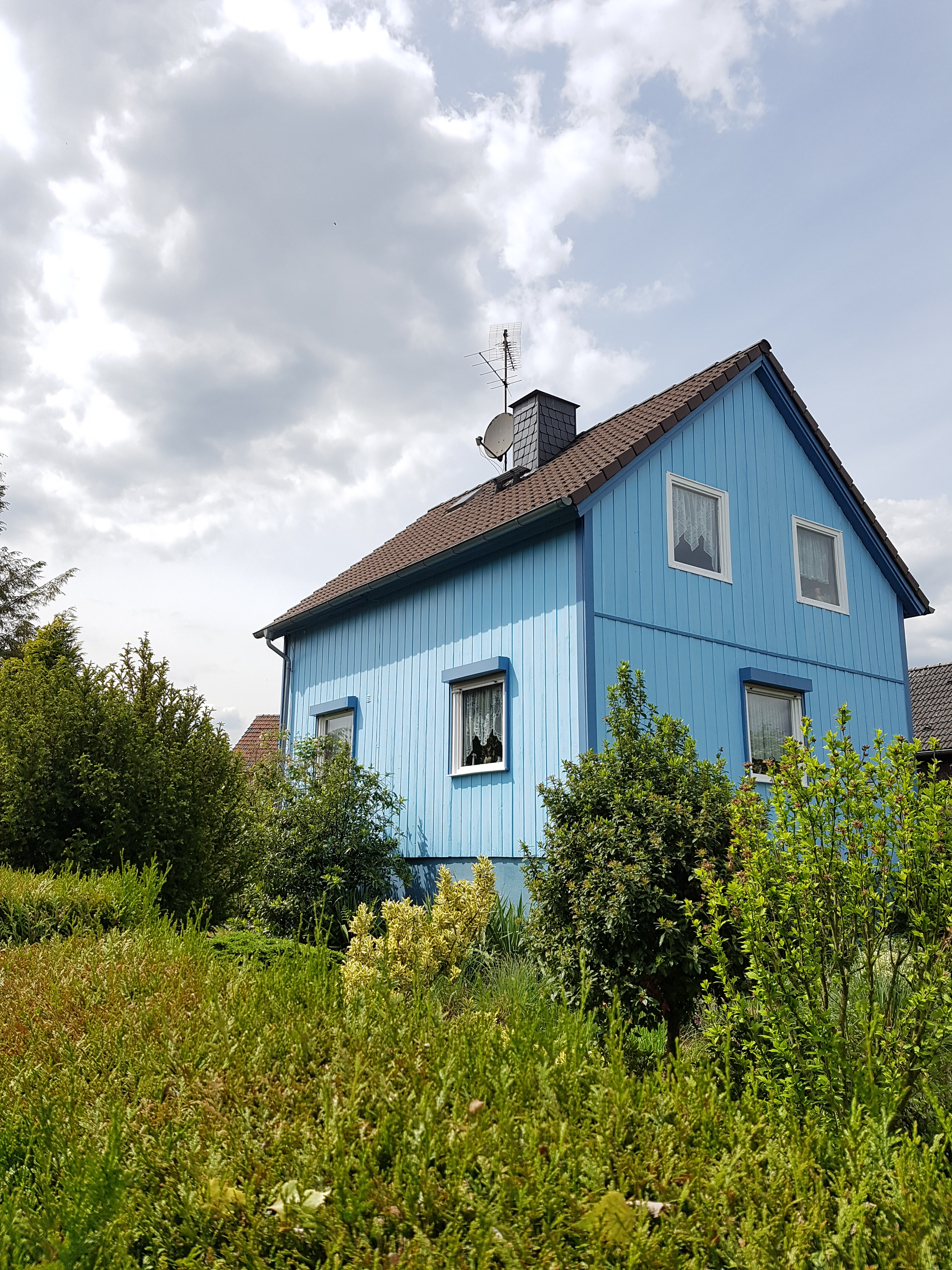
Nordlandhaus im Nordlandring

In der Folgezeit verlor Gerschede wegen der schnell voranschreitenden Industrialisierung durch Bergbau und Stahlindustrie in benachbarten Orten und infolge der damit einhergehenden starken Zuwanderung von Arbeitskräften immer mehr seinen rein ländlichen Charakter. Es entstanden einige Arbeitersiedlungen, wie beispielsweise die Arenbergkolonie. 1939 wurde eine späte Krupp-Siedlung errichtet, deren Straßennamen an die ehemalige Kolonie Deutsch-Ostafrika erinnern: Windhukweg, Samoastraße, Tangabucht und andere.
Nach dem Zweiten Weltkrieg errichtete die Norwegische Europahilfe 1954/55 in Gerschede 25 Fertighäuser in Holzbauweise zur Unterbringung kinderreicher Familien. In Erinnerung an diese großzügige Spende aus Norwegen tragen die Straßen, an denen diese Nordlandhäuser stehen, die Namen Nordlandaue und Nordlandring. Obwohl viele dieser Häuser entsprechend den Wünschen der Bewohner mit der Zeit durch An- und Umbauten verändert wurden und bisher nicht dem Denkmalschutz unterliegen, sind sie in ihrer architektonischen Grundstruktur auch nach über 60 Jahren noch als Nordlandhäuser erkennbar.

### Gebietszugehörigkeiten
Im Mittelalter waren die Höfe als sogenannte Unterhöfe in den Oberhof Borbeck, meist in Naturalien, abgabenpflichtig. Nachdem im Jahr 852 das Damenstift Essen durch den Bischof von Hildesheim Altfrid gegründet worden war, wurde der Essener Äbtissin im Jahr 860 durch Erzbischof Gunthar von Köln der Oberhof Borbeck rechtlich zugewiesen. Der Oberhof ging 1288 ganz in den Besitz des Damenstifts über, so dass die Äbtissin als solche das geistige, und als Reichsfürstin erhoben, auch das weltliche Sagen über Borbeck und damit auch Gerschede erhielt. Im Zuge der Säkularisation wurde das Stift 1803 aufgelöst, so dass das Territorium zunächst an Preußen kam.
1808 ging Bedingrade zum neu errichteten Département Rhein des französischen Satellitenstaats Großherzogtum Berg. Nach der Neuordnung Europas durch den Wiener Kongress im Jahre 1815 kam Bedingrade an die nun preußische Bürgermeisterei Borbeck, die dann zum am 23. April 1816 gegründeten Kreis Essen zählte. Nach dessen Auflösung 1823 gehörte Bedingrade bis 1859 als Teil der Bürgermeisterei zum Kreis Duisburg, danach ab 1859 zum wieder neu eingerichteten Landkreis Essen. Der Bürgermeisterei gehörten neben Gerschede auch Bedingrade, Bochold, Dellwig, Frintrop und Schönebeck unter damaligem Einschluss von Vogelheim sowie die Bauerschaften Lippern (Lipper Heide) und Lirich an. Mit diesen beiden letztgenannten Teilen erlitt die Bürgermeisterei Borbeck am 1. Februar 1862 ihren größten Gebietsverlust. Diese Ortsteile bildeten ab diesem Zeitpunkt etwa zwei Drittel der neu gegründeten Gemeinde Oberhausen. Auch das Dreibauerschaftsquartier, bestehend aus Altendorf, Frohnhausen und Holsterhausen, wurde nach der Säkularisation der Munizipalität Borbeck zugeteilt, aber 1874 als eigenständige Bürgermeisterei Altendorf wieder ausgegliedert. Gerschede gehörte bis 1915, als es zur Stadt Essen eingemeindet wurde, zur Bürgermeisterei Borbeck. Innerhalb Essens gehört Gerschede heute zum Stadtbezirk IV Borbeck.

### Wappen

Wappen von Gerschede

Blasonierung: „In Silber (Weiß) eine grüne Spitze, belegt mit einer silbernen (weißen) Saufeder.“
Das Wappen wurde von Kurt Schweder entworfen und hatte nie offiziellen Charakter. Ende der 1980er Jahre schuf der Heraldiker für alle Essener Stadtteile Wappen. Sie sind inzwischen von der Essener Bevölkerung gut angenommen worden.

Bedeutung: Gerschede stammt von „Gertschede“, wie es im 1220 in einer kleinen Vogteirolle dokumentiert wurde. In anderen Quellen deutet der Namen auf eine keilförmigen Scheid hin. Das Wappen ist ein sogenanntes „redendes Wappen“; die Speerspitze (hier eine Saufeder) steht für „Ger“ und die grüne Spitze für „schede“.

## Heutiger Charakter
Gerschede ist hauptsächlich durch Wohnbebauung geprägt. Nächstes Mittelzentrum ist Borbeck-Mitte. Der Stadtteil besitzt sowohl eine evangelische (Gemeindezentrum Samoastraße der evangelischen Kirchengemeinde Dellwig-Frintrop-Gerschede) als auch eine katholische Kirchengemeinde in der 1956 fertiggestellten St. Paulus-Gemeindekirche. Diese wurde am 10. Juli 1955 durch den Kölner Weihbischof Joseph Ferche geweiht und 2017 ihre Schließung bekanntgegeben. Die letzte Messe zur Außerdienststellung findet am 27. Juni 2021 statt. Der neue Eigentümer wird das Grundstück für ein Hospiz umnutzen.
Auffällig im Bild des Stadtteils ist die im Zeitraum von 2002 bis 2006 vollständig kernsanierte Krupp-Siedlung sowie die Siedlung zwischen Möllhoven und Ackerstraße. Ein Radwanderweg am Pausmühlbach verbindet Gerschede mit dem nahen Schlosspark in Borbeck-Mitte. An der Hansemannstraße, die nach Adolph Hansemann, einem Bankier und Kolonialpolitiker benannt wurde, befindet sich seit 1991 die Gesamtschule Borbeck. In der Ackerstraße gibt es zudem seit 1988 die Grundschule Gerschede.

### Verkehr
Der S-Bahn-Haltepunkt Essen-Gerschede bietet mit der Linie S9 eine direkte Verbindung nach Hagen via Wuppertal über den Essener Stadtkern sowie nach Haltern am See oder Recklinghausen über Bottrop. Die Straßenbahnlinie 103 und die Buslinien 143, 185 und 186 sowie der Nachtexpress NE12 der Ruhrbahn führen durch Gerschede.
| Linie | Verlauf | Takt (Mo–Fr)                                                               | Betreiber        |
| ----- | --- | -------------------------------------------------------------------------- | ---------------- |
| S 9   | Linienweg 1: Haltern am See – Marl-Hamm – Marl Mitte – GE-Hassel – GE-Buer Nord – Linienweg 2: Recklinghausen Hbf – Herten (Westf) – Hauptlinienweg: Gladbeck West – Bottrop-Boy – Bottrop Hbf – E-Dellwig Ost – E-Gerschede – E-Borbeck – E-Borbeck Süd – Essen West – Essen Hbf – E-Steele – E-Überruhr – E-Holthausen – E-Kupferdreh – Velbert-Nierenhof – Velbert-Langenberg – Velbert-Neviges – Velbert-Rosenhügel – Wülfrath-Aprath – W-Vohwinkel – W-Sonnborn – W-Zoologischer Garten – W-Steinbeck – Wuppertal Hbf – W-Unterbarmen – W-Barmen – W-Oberbarmen – W-Langerfeld – Schwelm West – Schwelm – Gevelsberg West – Gevelsberg-Kipp – Gevelsberg Hbf – Gevelsberg-Knapp – HA-Westerbauer – HA-Heubing – HA-Wehringhausen – Hagen Hbf Stand: Fahrplanwechsel Dezember 2023 | 60 min (je Linienast) 30 min (Gladbeck–Wuppertal) 60 min (Wuppertal–Hagen) | DB Regio         |
| 103   | Dellwig Wertstraße – Essen-Dellwig Bf – Gerschede – Borbeck Germaniaplatz – Borbeck Bf – Schloss Borbeck – Borbeck Süd Bf – Helenenstraße – U Berliner Platz – U Rheinischer Platz – U Rathaus Essen – U Essen Hbf (nur abends sowie sonn-/feiertags) / (Hollestraße – Huttrop – Steele ) | 10 min                                                                     | Ruhrbahn         |
| 143   | Borbeck Bf – Borbeck Lindnerpl. – Essen-Gerschede – Bedingrade – Essen-Frintrop – Oberhausen-Bermensfeld – Knappenmarkt – Bismarckstraße – Rathaus – Oberhausen Hbf – DU-Obermeiderich Bf – Oberhausen-Alstaden Fröbelplatz | 20 min 10 min (HVZ)                                                        | STOAG / Ruhrbahn |
| 185   | Borbeck Bf – Borbeck Fürstäbtissinstr. – Bedingrade – Essen-Gerschede – Dellwig – Essen-Dellwig Bf – Essen-Frintrop – Neue Mitte Oberhausen | 20 min                                                                     | Ruhrbahn / STOAG |
| 186   | Bottrop ZOB Berliner Platz – Bottrop Hbf – Ebel Zeche Prosper – Essen-Dellwig Schilfstr. – Gerscheder Weiden – Borbeck Germaniaplatz – Borbeck Bf – Bedingrade – Schönebeck – Borbeck Süd Bf – Altendorf Schölerpad | 20 min                                                                     | Ruhrbahn         |
| NE12  | Essen Hbf – Goldschmidtstr. – Rathaus Essen – Berliner Platz – Helenenstraße – Bergeborbeck Bf – Borbeck Germaniaplatz – Gerschede – Essen-Dellwig – Gerschede – Borbeck Bf | 60 min                                                                     | Ruhrbahn         |

### Bevölkerung
Am 31. März 2025 lebten 7.778 Einwohner in Gerschede.
Strukturdaten der Bevölkerung in Gerschede (Stand: 31. März 2025):
- Bevölkerungsanteil der unter 18-Jährigen: 16,5 % (Essener Durchschnitt: 16,9 %)[7]
- Bevölkerungsanteil der mindestens 65-Jährigen: 21,8 % (Essener Durchschnitt: 21,7 %)[8]
- Ausländeranteil: 11,4 % (Essener Durchschnitt: 20,6 %)[9]